# Kyšice (ort i Tjeckien, Plzeň)
Kyšice är en ort i Tjeckien.   Den ligger i regionen Plzeň, i den västra delen av landet, 80 km sydväst om huvudstaden Prag. Kyšice ligger 397 meter över havet och antalet invånare är 740.
Terrängen runt Kyšice är huvudsakligen platt, men åt nordost är den kuperad. Runt Kyšice är det tätbefolkat, med 411 invånare per kvadratkilometer. Närmaste större samhälle är Plzeň, 7,8 km väster om Kyšice. I omgivningarna runt Kyšice växer i huvudsak blandskog.